# 아득한 산너머에서 부르는 소리
아득한 산너머에서 부르는 소리(遙かなる山の呼び声, A Distant Cry From Spring)는 일본에서 제작된 야마다 요지 감독의 1980년 드라마 영화이다. 다카쿠라 켄 등이 주연으로 출연하였다.

## 출연

### 주연
- 다카쿠라 켄
- 바이쇼 치에코

### 조연
- 요시오카 히데타카
- 하나 하지메